# Mount Smart Stadium
Mount Smart Stadium (dawniej Ericsson Stadium) – stadion w Auckland, w Nowej Zelandii. Jest zlokalizowany na przedmieściach miasta, w dzielnicy Penrose, w miejscu pozostałości po dawnym kamieniołomie, w okolicy wierzchołka wulkanu Mount Smart.
Na stadionie rozgrywane są mecze dwóch klubów National Rugby League – New Zealand Warriors oraz Auckland Vulcans. Służy on jednak także reprezentacji Nowej Zelandii w piłce nożnej, a w 1990 r., podczas Igrzysk Wspólnoty Narodów odbyły się na nim ceremonia otwarcia i zamknięcia.